# Karl Kögel
Temple de la renommée allemand : 1988
Karl Kögel (né le 26 octobre 1917 à Füssen) est un joueur professionnel allemand de hockey sur glace.

## Carrière
Karl Kögel est formé au EV Füssen. En 1936, il rejoint le HG Nuremberg et élimine son club formateur ; sa demande de congé étant arrivée trop tard, Kögel ne peut pas participer à la finale contre le SC Riessersee, le champion de Bavière qu'il rejoindra la saison suivante. Avec cette équipe, il devient champion d'Allemagne en 1938 et 1941. En finale contre le LTTC Red-White Berlin (victoire 2-1), il marque le deuxième but décisif pour le SC Riessersee à trente secondes de la fin du match.
Il participe aux Jeux olympiques de 1936 où l'équipe d'Allemagne joue à Garmisch-Partenkirchen. Au championnat du monde de hockey sur glace 1937, lors du deuxième tour, le match décisif pour la qualification en finale entre l'Allemagne et la Tchécoslovaquie continue à deux heures du matin et se décide à la troisième prolongation, alors que les deux équipes donnent des signes de grande fatigue, se termine par un tir de douze mètres de Karl Kögel dans la lucarne droite. Il participe également à cette compétition en 1935.